# JVC HR-3300

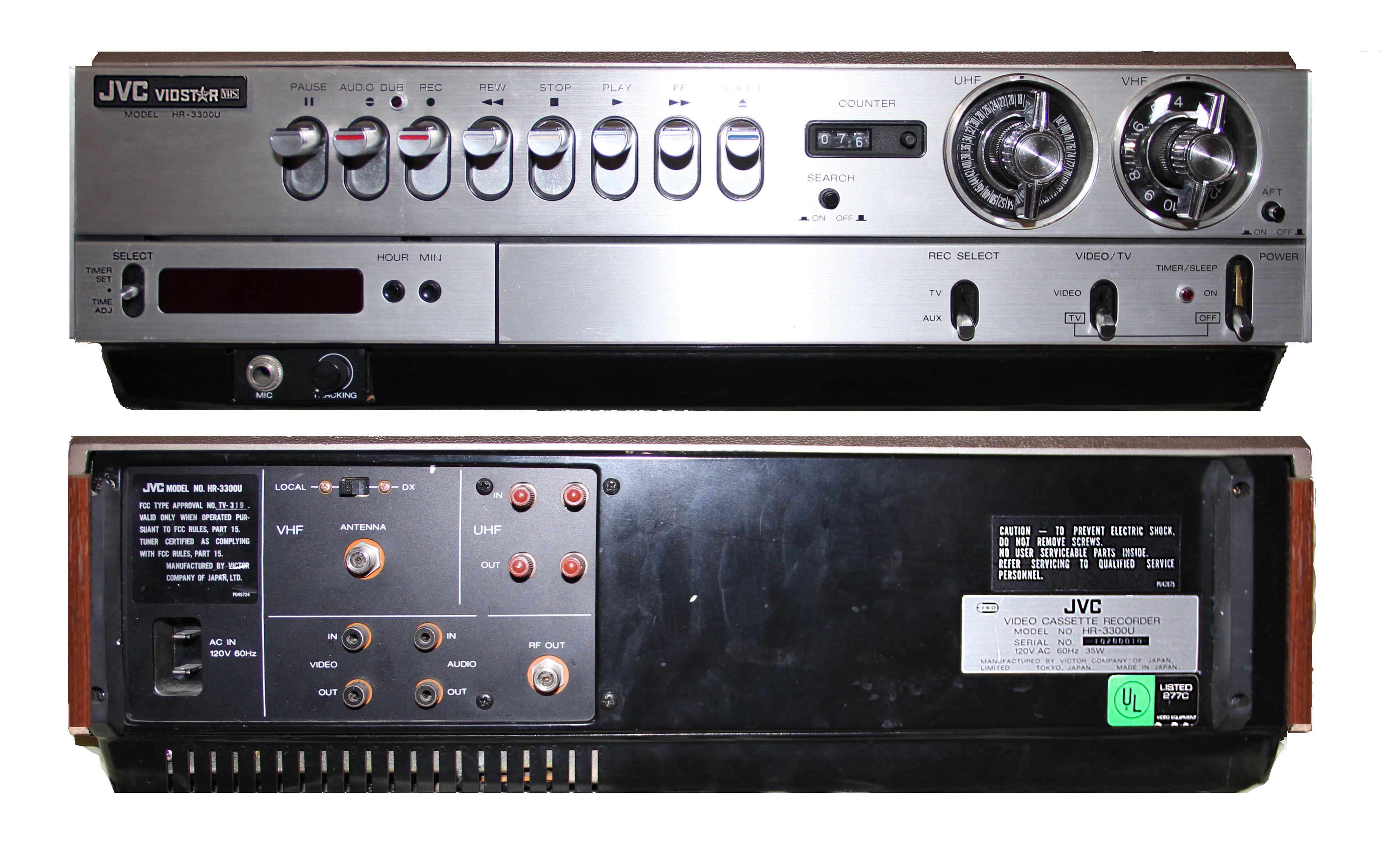
O JVC HR-3300U VIDSTAR – a versão americana do JVC HR-3300. Este é virtualmente idêntico em comparação a sua versão japonesa. A versão japonesa exibia o nome "Victor", e não utiliza o nome "VIDSTAR".

O JVC HR-3300, é o primeiro videocassete (em inglês chamado pela sigla VCR; leitor de fitas cassete/VHS) a ser lançado no mundo e no mercado de VCR, tendo sido apresentado
ao diretor da JVC no Okura Hotel em 9 de Setembro de 1976. Suas vendas começaram no Japão sob o nome de Victor HR-3300, isto tendo ocorrido em 31 de Outubro de 1976. Suas vendas fora do país ocorreram em 1977, com o modelo HR-3300U nos Estados Unidos, e HR-3300EK na Inglaterra.
Em 2008, o HR-3300 veio a ser o primeiro VCR a ser registrado no Museu Nacional de Ciência do Japão, situado em Tokyo, Japão. O JVC HR-3300 foi votado como uma das octogésima quinta ideais mais disruptivas pelo Business Week em 2014.